# 牛皮沙村

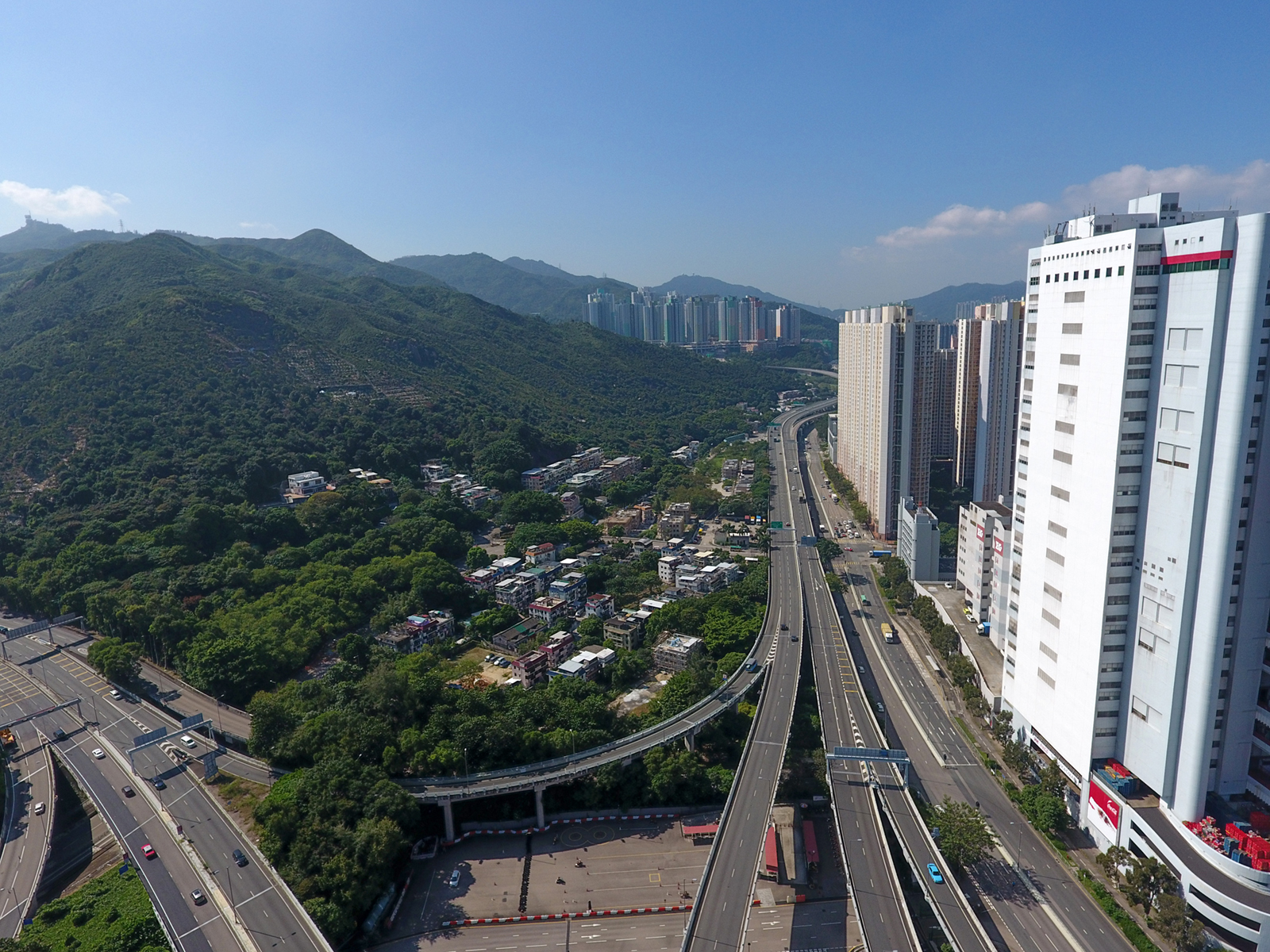
牛皮沙村（左），右方為愉翠苑

牛皮沙村位於香港新界沙田區小瀝源，是一條古村，分為李族及廖族人士。

## 歷史與習俗

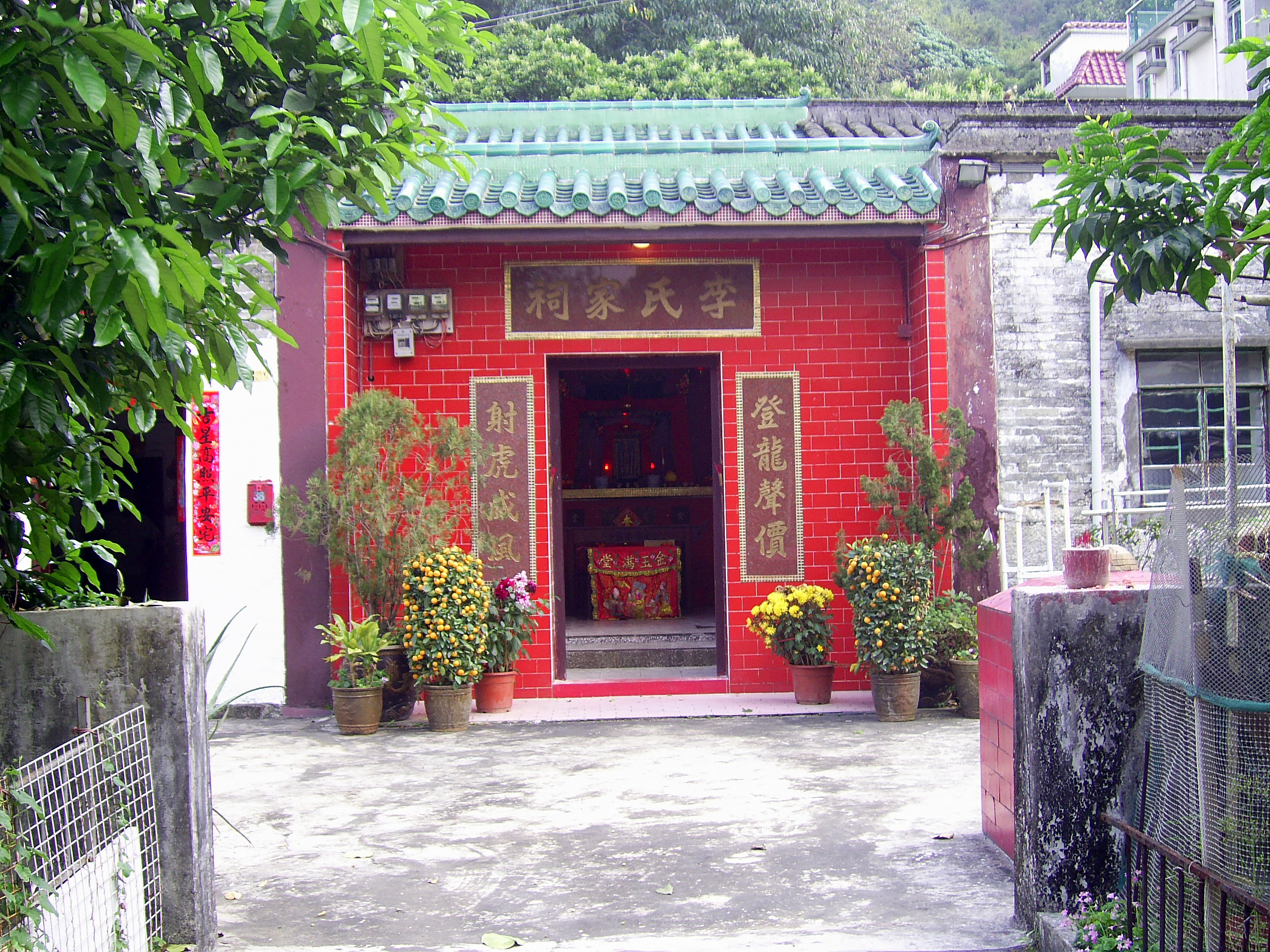
牛皮沙村李氏家祠

牛皮沙村李族的祖先於清康熙年間遷來，是最早於牛皮沙村定居的原居民，開基祖為李觀祿祖。後來李族分為四大房（長房貴芳、二房貴騰、三房貴祥、四房貴培），至今已傳至第七代。李觀祿祖當年南來香港沙田，同船的還有沙田圍村的謝氏太公和多石村的曾氏太公．李氏最初到達沙田後，先在沙田圍村落腳，及後才遷往牛皮沙村定居．而廖族則分為兩個祖堂，廖煥隆祖及廖超海祖。廖煥隆祖於咸豐年間由廣東惠陽坪山遷來，而廖超海祖則於道光年間從香港沙田的烏溪沙村遷來，因道光年間，時值亂世，海盜猖獗，廖超海祖得知清兵在瀝源紥營，以為治安較佳，於是便舉家遷往牛皮沙村。
昔日牛皮沙村位於沙田海的東南岸，東北與小瀝源村毗連，西南為插桅杆村所在，三者俱為沙田區古村。早期三村瀕臨海邊，牛皮沙村前為大片黃沙淺灘，慈雲山北瀉一脈至村前海邊而盡，形如水牛伏地，屬於堪輿學中的「牛眠地」，由於地面沙峴處處，故名「牛眠沙」，但客家話說來卻像是「牛皮石」。昔日牛皮沙村村民多以務農維生，亦有靠捕魚維生的，三族村民彼此相處融洽。
1960年代初期，牛皮沙仍屬僻遠之區與沙田市區關山阻隔，徒步往返需一小時以上，其後車路逐漸沿沙田海東岸向東北伸展，牛皮沙的對外交通才得以改善，日益方便。現在的牛皮沙村，村屋多是新建的三層高建築，村中仍可找到李族及廖族人士的宗祠。
於節慶習俗方面，牛皮沙村民和其他新界村落的習俗不無多樣，每年大年初一都是食齋的，一大清早便炸齋菜到宗祠祭祀祖先。大年初二則準備香燭、果品、雞等到宗祠開年拜祭。至於喜慶方面，若該年村中有村民添丁，則在正月十四於宗祠上燈，當晚村民會準備客家茶果及香燭，並會在村民擊響鑼鼓的引領下，抬着大型扎作花燈到大王爺及伯公神壇參拜。
至於村中婚禮儀式，亦十分隆重，於婚禮前一晚，準新郎會到宗祠舉行上頭及成婚稟神的儀式，並會製作湯丸祭祀及邀請村民親友享用。於成婚當日，新郎和新娘會於宗祠作三跪九扣拜敬拜祖先，儀式會由村中長老及男方的家長主持，而且還會邀請麒麟隊進行舞麒麟的儀式。
至於每年的清明及重陽，村民都會按傳統習俗舉行春秋二祭，表現村民對祖先的慎終追遠。

## 鄰近
- 愉翠苑
- 威爾斯親王醫院
- 沙田圍路
- 牛皮沙街
- 太古可口可樂汽水廠
- 大老山公路

## 外部參考
- 牛皮沙村地圖位置